# 82 Carinae
82 Carinae (B Carinae) é uma estrela na direção da Carina. Possui uma ascensão reta de 08h 09m 00.86s e uma declinação de −61° 18′ 06.1″. Sua magnitude aparente é igual a 4.74. Considerando sua distância de 70 anos-luz em relação à Terra, sua magnitude absoluta é igual a 3.09. Pertence à classe espectral F5V.